# David Holmberg
Pour les articles homonymes, voir Holmberg.
David Holmberg (né le 19 juillet 1991 à Port Charlotte, Floride, États-Unis) est un lanceur gaucher des Ligues majeures de baseball.

## Carrière
David Holmberg est un choix de deuxième ronde des White Sox de Chicago en 2009. Le 30 juillet 2010, alors qu'il évolue en ligues mineures, Holmberg et le lanceur droitier Daniel Hudson sont échangés des White Sox aux Diamondbacks de l'Arizona en retour du vétéran lanceur partant droitier Edwin Jackson.
Holmberg fait ses débuts dans le baseball majeur le 27 août 2013 avec les Diamondbacks. Il est lanceur partant contre les Padres de San Diego mais est retiré du match après 3 manches et deux tiers au cours desquelles il alloue 3 points, 6 coups sûrs et 3 buts-sur-balles sans même réussir un retrait sur des prises. C'est son seul match avec Arizona. 
Le 3 décembre 2013, il passe aux Reds de Cincinnati dans un échange à 3 clubs impliquant les Diamondbacks et les Rays de Tampa Bay. Lançant pour Cincinnati en 2014 et 2015, Holmberg remporte 3 victoires contre 6 défaites en 13 matchs, dont 11 comme lanceur partant, et sa moyenne de points mérités s'élève à 6,17 en 58 manches et un tiers lancées.
Il est invité au camp d'entraînement 2016 des Braves d'Atlanta.